# Wendy Marvell
Wendy Marvell (ウェンディ・マーベル, Uendi Māberu) es un personaje del manga y anime Fairy Tail. Es una Dragon Slayer muy joven, anteriormente miembro del gremio Cait Shelter y actualmente parte de Fairy Tail. Aprendió sus habilidades gracias a Grandine, la dragona del cielo. Es doblada por Satomi Satō.

## Aspecto
Es una niña de aspecto dulce y tímida. Su pelo es largo y de color azul marino, en su debut usaba un vestido amarillo, azul y blanco en forma de zig-zag adornado con un lazo en su pecho y además unos zapatos de color azul. Destaca el hecho de que en sus zapatos y las mangas de su vestido tengan forma de alas, aludiendo a su poder de Dragón Slayer del Cielo.
Después de unirse al gremio dejó de usar el mismo tipo de ropa. Su ropa prácticamente cambia en todos las sagas, e incluso puede cambiar de ropa durante una batalla, como Lucy Heartfilia. Tiene doce años antes del salto temporal, y como estuvo dentro de Fairy Sphere los siete años transcurridos no le afectaron, conservando la edad que tenía.

## Personalidad
Tiene una personalidad tímida y amable. 
Siempre está decidida a hacer amigos y salir adelante. Es vista frecuentemente con Charle, ya que tienen una relación muy buena, al igual que Happy y Natsu. Según las palabras de Charle, es muy obstinada, pero cada vez más confiada y valiente conforme el tiempo pasa, y ella siempre trata de ser de ayuda siempre que puede en especial para Natsu. 
También es inteligente y tiene una personalidad muy honesta, es "directa y abierta con sus emociones", y es fácil de llevar por la gente a su alrededor. Sin embargo, esto la hace ser "muy romántica". Ella puede ser espontánea e ingenua. Ha demostrado a lo largo de la serie un período de superación, en donde demuestra que si ella quiere mejorar, puede hacerlo con esfuerzo. 
Parece ser que después de que Erza le robase los pacientes en la Isla Tenrou y después de ver el dibujo de Reedus sobre cómo sería ella tras siete años, ha desarrollado cierto trauma por tener los pechos pequeños.

## Historia
Wendy Marvell fue criada por Grandine, el dragón del cielo. Sin embargo, su dragón mentor desapareció cuando Wendy tenía cinco años. Wendy se encontró con un niño (Mystogan) que en ese momento se hizo llamar Jellal, el cual le permitió viajar con él durante un mes. Durante un tiempo Mystogan oyó sobre el Ánima y decidió que esa misión sería demasiado peligrosa para Wendy, así que la dejó junto al creador de Nirvana en un estado de inconsciencia. Cuando Wendy despertó, preguntó al anciano por qué no estaba en un gremio como Jellal, por lo que él decide crear la ilusión de un gremio llamado Cait Shelter.
Wendy apareció por primera vez en el manga cuando se reunieron los gremios Fairy Tail, Blue Pegasus, Cait Sheilter y Lamia Scale, para derrotar al gremio oscuro Oración Seis.

## Magia
Wendy posee las habilidades de una Dragon Slayer, específicamente de la Dragon Slayer del cielo, por lo que su forma de recargar energía es consumiendo Aire, pero este aire debe ser puro y no puede estar contaminado. Al inicio del arco de Oración Seis, Wendy no poseía técnicas ofensivas como Gajeel y Natsu, pero en la parte final de este arco ella aprende su primera técnica ofensiva:       
-Rugido del Dragón de los Cielos: Llegar a utilizarlo fue muy difícil, dado que Grandine nunca le enseñó este tipo de técnicas, pero explorando su poder de Dragon Slayer en un momento de necesidad, llegó a utilizarlo. La técnica es una ráfaga fuerte de viento que sale de la boca de Wendy.
Aunque después fue aprendiendo más técnicas ofensivas como:
-Alas del Dragón Celestial: Wendy genera un torbellino grande de cada uno de sus brazos, que gira y gira para atacar a los blancos de los alrededores.
-Garra del Dragón del Cielo: Wendy genera grandes vientos de sus pies mientras que hace pivotar su pierna hacia abajo en el blanco.
-Colmillo del Dragón del Cielo: Un hechizo de combate cuerpo a cuerpo en el que Wendy cubre una de sus manos y luego se mueve hacia delante en forma de arco, golpeando con las yemas de los dedos, y golpear al enemigo y dejando una estela de viento detrás mientras lo hace.
-Onda de Viento del Dragón del Cielo: Wendy en estado Dragon Force del Cielo crea un torbellino de aire el cual atrapa a los enemigos a su alrededor evitando el combate cuerpo a cuerpo.
Su principal poder es:
-Magia Curativa: es una magia perdida de apoyo que implica curaciones y manipulación de algunos sentidos. En lo que a eficacia respecta, es muy superior a cualquier otra técnica de curación demostrada, siendo capaz de curar desde un mareo hasta un veneno muy potente.

También sabe usar encantamientos como:
-Vernier: es un hechizo de apoyo también aplicable en el conjurador. Se realiza pronunciando lo siguiente: "Viento que me lleva directo a los cielos". Con él se incrementa la velocidad del blanco, ya que vuelve al cuerpo mucho más ligero. Vernier tiene una versión mejorada llamada "Ile Vernier", este duplica la velocidad.
-Arms: hechizo que hasta el momento ha sido mostrado solo como de apoyo. Se realiza pronunciando lo siguiente: "Oh, fuerza del brazo que puede partir los cielos". Concentra el poder mágico del blanco y lo ayuda a incrementarlo. Arms tiene una versión mejorada llamada "Ile Arms" que duplica el poder mágico.
-Armor: hechizo de apoyo que aumenta el poder defensivo del objetivo. Este también tiene una versión mejorada que es llamada "Ile Armor" que duplica el poder defensivo del objetivo.
-Troia: hechizo que logra curar el mareo por movimiento, usado normalmente sobre Natsu, pero este pierde efecto si se usa en demasiadas ocasiones sobre el mismo sujeto. Todos los Dragon Slayers tienen esta "enfermedad", aunque a ella al principio no le afectaba, con el paso del tiempo se ha visto que le ha acabado afectando.
-Raise: es un hechizo de apoyo que anula cualquier hechizo que aporte un efecto negativo en alguien.
-Re-Raise: Es un hechizo de apoyo que permite a Wendy negar cualquier hechizo que tiene un efecto negativo hacia ella y evitar posibles anomalías corporales infligidos desde que entre en vigor.
-Deus Corona: Wendy es capaz de aumentar temporalmente sus capacidades defensivas de forma significativa.
-Deus Eques: Wendy es capaz de aumentar temporalmente sus capacidades físicas generales.
Después de que Wendy despertará el Dragon Force se vio que posteriormente lo podía usar a voluntad.
- Datos: Q16623094